# Hieracium fuscum
Hieracium fuscum là một loài thực vật có hoa trong họ Cúc. Loài này được Vill. mô tả khoa học đầu tiên.